# Mandsaur
Mandsaur oder Mandasor (Hindi: मंदसौर) ist eine Großstadt im äußersten Westen des indischen Bundesstaats Madhya Pradesh. Sie war einst eine wichtige Stadt im Grenzgebiet zwischen den Fürstentümern bzw. Sultanaten von Malwa und Mewar und ist heute die Hauptstadt eines Grenzdistrikts zu Rajasthan.

## Lage
Mandsaur liegt am Fluss Shivna in einer Höhe von ca. 430 m. Die Entfernung zur südöstlich gelegenen Hauptstadt Madhya Pradeshs, Bhopal; beträgt gut 320 km (Fahrtstrecke); nach Udaipur in Rajasthan sind es gut 180 km in nordwestlicher Richtung.
Das Klima ist gemäßigt bis warm; Regen (ca. 880 mm/Jahr) fällt nahezu ausschließlich in der sommerlichen Monsunzeit.

## Bevölkerung
| Jahr      | 1991   | 2001    | 2011    |
| Einwohner | 95.907 | 116.505 | 141.667 |

Die Hindi und Urdu sprechende Bevölkerung besteht zu etwa 67,5 % aus Hindus, zu gut 25 % aus Moslems und zu ca. 6,5 % aus Jains; zahlenmäßig kleine Minderheiten bilden Christen, Sikhs, Buddhisten und andere. Wie bei Volkszählungen im Norden Indiens üblich, liegt der männliche Bevölkerungsanteil etwa 5 % höher als der weibliche.

## Wirtschaft
In den Dörfern der landwirtschaftlich orientierten Umgebung werden in der Hauptsache Baumwolle, Weizen, Linsen und Ölsaaten angebaut; auch der Anbau von Schlafmohn spielt eine nicht zu unterschätzende Rolle. Die Stadt selbst dient als Zentrum für Handwerk, Handel und Dienstleistungen aller Art.

## Geschichte
In früheren Zeiten trug der Ort den Namen Dashapura oder Dashpur. Von ca. 350 bis 550 n. Chr. regierte von hier aus die Dynastie der Aulikaras. Später dehnten die Gurjara-Pratiharas ihr Herrschaftsgebiet bis hierhin aus und etwa seit dem 8. Jahrhundert lag Mandsaur auf der Grenze zwischen den Reichen Malwa und Mewar. In der ersten Phase der islamischen Eroberungen in Nordindien blieb die Gegend weitgehend unbeachtet und so konnte sich ca. 200 km südlich in Mandu ein hinduistisches Reich halten, zu dem auch Mandsaur gehörte. Dieses kam im 13. Jahrhundert kurzzeitig unter die Herrschaft des Sultanats von Delhi; seit dem Jahr 1392 gehörte die Stadt zum Sultanat Malwa, welches im Jahr 1562 vom Mogulherrscher Akbar I. annektiert wurde. In der Phase des Niedergangs der Mogul-Dynastie im 18. Jahrhundert übernahmen die Marathen vorübergehend die Macht, die selbst von einem Heer unter der Führung Jai Singhs II. nicht besiegt werden konnten. Im Jahr 1818 kam die Gegend unter britische Oberherrschaft.

## Sehenswürdigkeiten

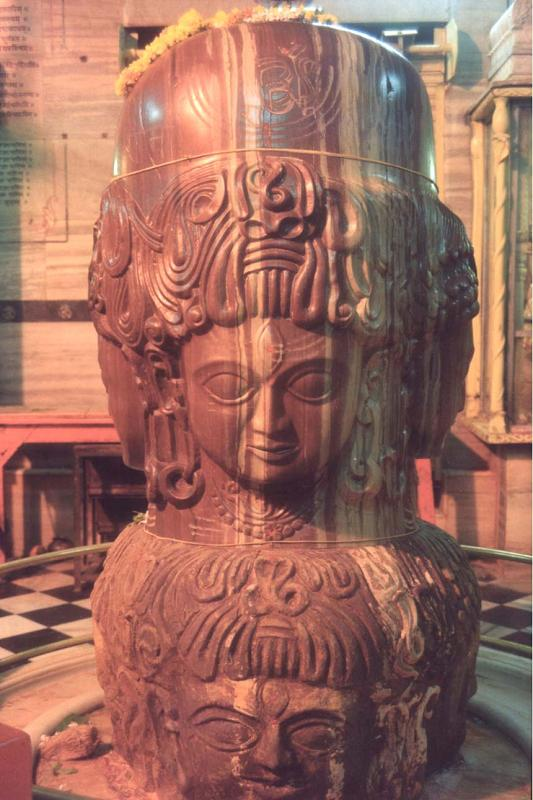
8-gesichtiger Shiva-Lingam

- Der über die Region hinaus bekannte, dem Gott Shiva als „Herrn allen Lebens“ geweihte Pashupatinath-Tempel steht am Ufer des Shivna. Während der größte Teil des Tempels neueren Datums ist, besteht über die zeitliche Einordnung des Kultbilds, eines über 2 m hohen 8-köpfigen Shiva-Lingams, Unklarheit – die Datierungen reichen vom 6. bis ins 12. Jahrhundert.
- Der Nalcha-Mata-Temple ist ebenfalls ein über Mandsaur hinaus bekanntes Heiligtum. An Festtagen werden hier zu Ehren der Göttin ältere Riten wie der Feuerlauf praktiziert.
- Das Mandsaur Fort wurde von Hoshang Shah (reg. 1405–1435), dem Sultan von Malwa, zur Sicherung der Nordwestgrenze seines Herrschaftsbereichs erbaut. In dem ruinierten Fort befindet sich noch ein Stufenbrunnen (baoli).
- Im Park des District Collectors Office steht eine ca. 3 m hohe – angeblich guptazeitliche – Shiva-Skulptur, die jedoch als Parashurama bezeichnet wird.

Umgebung
- Ca. 4 km nördlich, beim Dorf Sondani befindet sich eine Siegessäule mit einer Inschrift aus dem Jahr 528, die an einen Sieg des Königs Yasodharman über die Hephtaliten oder Hunas erinnert. Unmittelbar daneben stehen zwei Stelen mit figürlichen Reliefs.
- Ca. 140 km nordöstlich von Mandsaur, d. h. ca. 25 km nördlich von Bhanpura, befinden sich in einer dichten Waldlandschaft die Ruinen des Hinglajgarh-Forts sowie prähistorische Felsmalereien.